# Ordnance QF 6 pounder
Le canon Ordnance QF 6-pounder 7 cwt, ou 6 pdr, est un canon anti-char britannique de calibre 57 mm en usage au cours de la Seconde Guerre mondiale. Il fut utilisé pour la première fois durant la guerre du désert, en mai 1942, et remplaça rapidement l'Ordnance QF 2 pounder comme canon anti-char, permettant de réaffecter l'Ordnance QF 25 pounder à son rôle d'artillerie de campagne. L'armée américaine adopta également le QF 6 pdr comme canon anti-char principal, sous le nom de 57 mm Gun M1.

## Conception et production

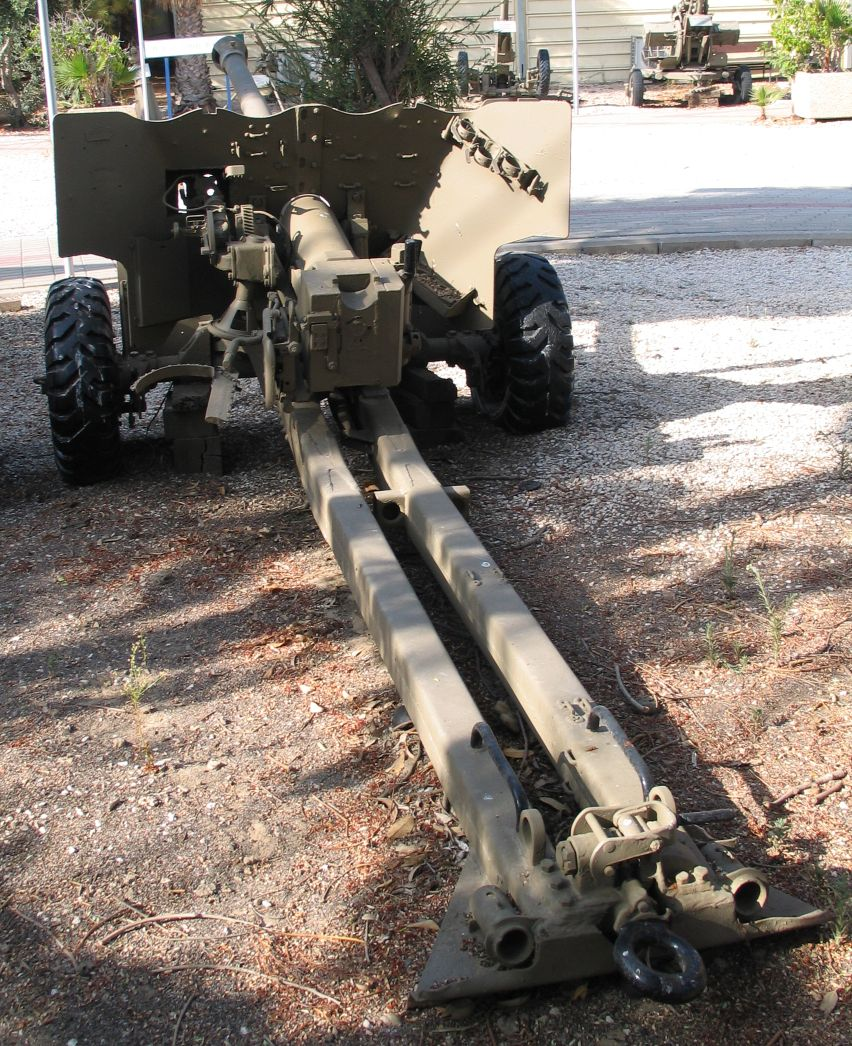
QF 6 pdr au musée de Batey ha-Osef (Israël).

### Conception
Les limites de l'Ordnance QF 2 pounder (QF 2 prd) étaient apparues alors même qu'il entrait en service et les efforts pour lui trouver un successeur débutèrent dès 1938. L'arsenal royal de Woolwich fut chargé de sa conception. On choisit le calibre 57 mm, utilisé par la Royal Navy depuis la fin du XIXe siècle, ce qui permettait d'utiliser l'outil de production existant. La conception de la pièce fut terminée en 1940, mais celle de son affût dura jusqu'à l'année suivante.[citation nécessaire] La production fut aussi retardée par la défaite lors de la bataille de France : les pertes en équipement et la perspective d'une invasion allemande rendirent urgent de rééquiper l'armée en canons anti-char, et on décida de poursuivre la production du QF 2 pdr, pour ne pas perdre le temps nécessaire au changement de production et à la nouvelle formation des artilleurs. Le QF 6 pdr n'entra donc en production qu'en novembre 1941 et en service qu'en mai 1942.
Contrairement au QF 2 pdr, il avait un affût bipode traditionnel. Sa première variante, le Mk II, se distinguait du Mk I de pré-production par un canon plus court (43 calibres, soit 43 x 57 = 2 451 mm), par manque de tours adaptés. Le modèle Mk IV bénéficia d'un canon plus long (50 calibres) et d'un frein de bouche. Des boucliers optionnels furent produits pour une meilleure protection des artilleurs ; ils furent apparemment peu utilisés.
Bien que le QF 6 pdr restât relativement efficace tout au long de la guerre, l'armée lança dès 1942 le développement d'un canon plus puissant, pour des dimensions et un poids similaire. Le premier prototype fut un 8 pdr de 59 calibres, mais il était trop lourd pour remplir les fonctions du QF 6 pdr. Un second modèle, plus court (48 calibres), n'apporta que des améliorations marginales par rapport au QF 6 pdr. Le programme fut finalement stoppé en janvier 1943.
Le QF 6 pounder eut pour successeur un canon anti-char de nouvelle génération, l'Ordnance QF 17 pounder, qui entra en service à partir de  février 1943. Plus petit et plus maniable, le QF 6 pdr resta en usage dans l'armée britannique jusqu'à la fin de la Seconde Guerre mondiale, puis encore une vingtaine d'années.
Comme pour le QF 2 pdr, on conçut pour lui un réducteur de calibre (57/42,6 mm), mais il ne fut jamais adopté.

### Production
La production se fit au Royaume-Uni et au Canada. Les Combined Ordnance Factories (COFAC) d'Afrique du Sud en produisirent aussi 300 exemplaires.
La fabrication du QF 6 pdr aux États-Unis fut proposée par l'Ordnance Corps en février 1941. À cette époque, l'armée américaine préférait encore le canon M3 37 mm et la production fut lancée seulement dans le cadre du programme Lend-Lease. La version américaine, nommée 57 mm Gun M1, était basée sur le 6 pdr Mk II (dont deux exemplaires avaient été envoyés par les britanniques), mais contrairement à celui-ci, elle avait le canon long d'origine. La production commença au début 1942 et dura jusqu'en 1945.
| Production du canon М1 |       |       |       |       |        |
| Année                  | 1942  | 1943  | 1944  | 1945  | Total  |
| Production             | 3 877 | 5 856 | 3 902 | 2 002 | 15 637 |

Comme l'armée britannique, l'armée américaine expérimenta un réducteur de calibre (57/40 mm T10), mais le programme fut abandonné.

## Histoire au combat

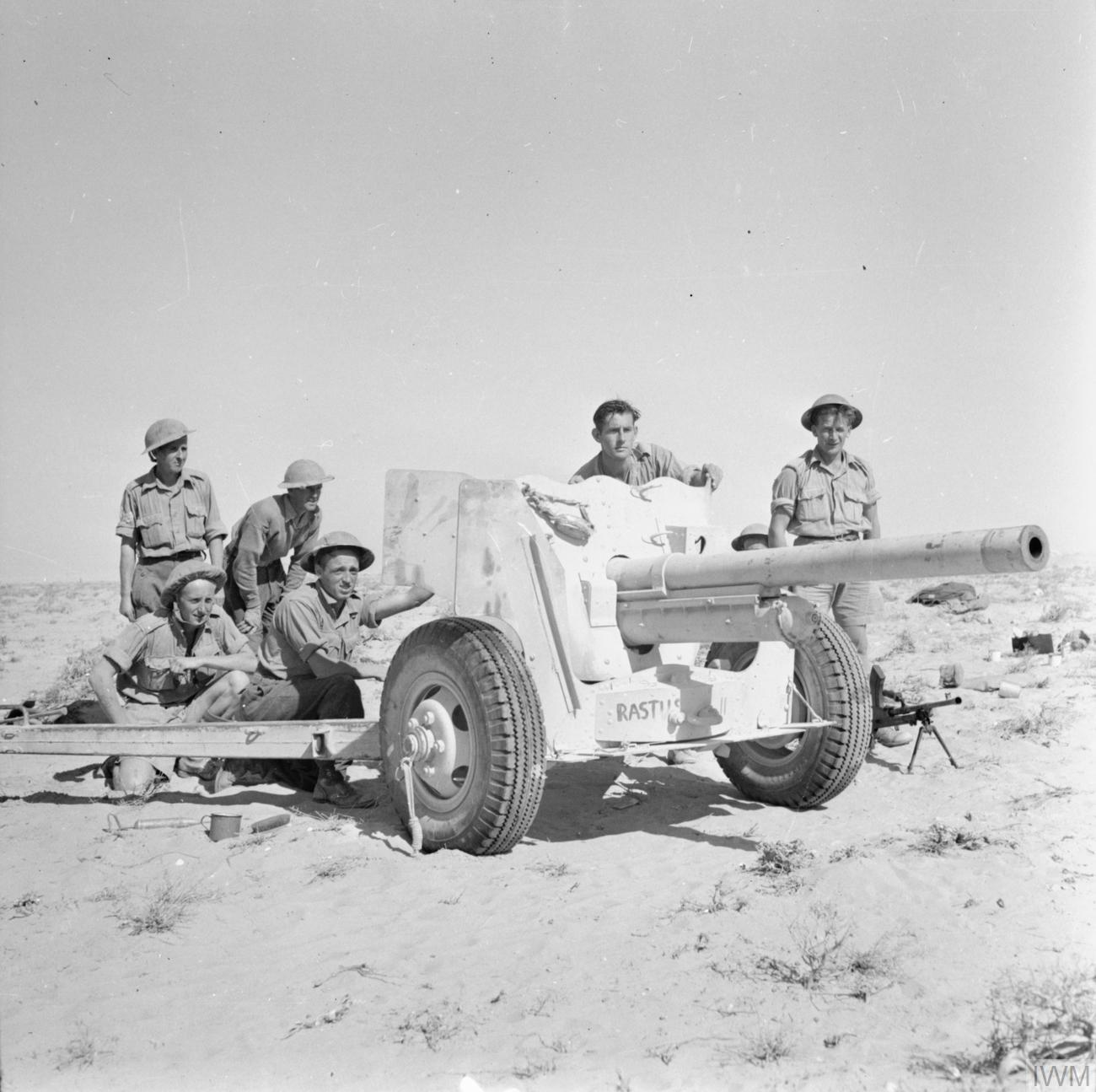
Un QF 6-pdr en action dans le désert, 3 novembre 1942

### Armée britannique
Les QF 6 pdr (et 4242 M1 reçus des américains) furent d'abord attribués aux régiments d'artillerie anti-char des divisions d'infanterie et des divisions blindées sur le front de l'ouest (quatre batteries de 12 pièces chacune), et plus tard aux pelotons anti-char des bataillons d'infanterie (6 pièces chacun). Chaque bataillon aéroporté avait une compagnie anti-char, avec deux pelotons anti-char de 4 canons. Le théâtre oriental n'était pas prioritaire et l'organisation y était différente, en raison de la moindre importance des blindés. Le QF 6 pdr fut aussi utilisé par les forces du Commonwealth, avec des formations similaires à celles des britanniques.
Au début, sa munition était un obus anti-blindage standard (AP), mais à partir de janvier 1943 il disposa d'un obus anti-blindage à pointe molle  (APC), éventuellement à tête aérodynamique (APCBC). Un obus à explosif brisant fut également produit pour le tir contre les cibles non-blindées.
Le QF 6 pdr connut son baptême du feu en mai 1942 à la bataille de Gazala. Son impact fut immédiat, car il était capable de percer tous les tanks ennemis alors en service. Au cours de l'action la plus connue, les canons du deuxième bataillon de la Rifle Brigade (avec une partie de la 239e batterie anti-char sous ses ordres), détruisirent plus de 30[réf. souhaitée] chars ennemis à Outpost Snipe au cours de la Seconde bataille d'El Alamein (fin octobre 1942). Cependant, l'année suivante, des chars allemands beaucoup plus lourds entrèrent en service, notamment le Tigre et le Panther. De face, l'obus standard du QF 6 pdr n'était plus efficace contre eux qu'à courte portée et avec des angles fermés (et seulement contre la tourelle du Panther). Il était encore efficace par le côté et par l'arrière et fut le premier à  détruire un char Tigre en Afrique du nord (le char Churchill équipé du QF 6 pdr fut aussi le premier tank occidental à détruire un char Tigre lors d'une bataille de tanks). Il reste a noter que le QF 6 pdr n'a jamais affronté de char Panther en Afrique du Nord, ce dernier ayant effectué son baptême du feu durant la bataille de Koursk en août 1943, deux mois après la dissolution de l'Afrika Korps.
La situation fut un peu améliorée par la mise au point d'obus plus sophistiqués.
À partir de 1943, les régiments de la Royal Artillery furent aussi équipés du canon Ordnance QF 17 pounder, mais dans les unités d'infanterie, le QF 6 pdr resta le seul canon anti-char, jusqu'en 1960 où il fut déclaré obsolète.

### Armée américaine

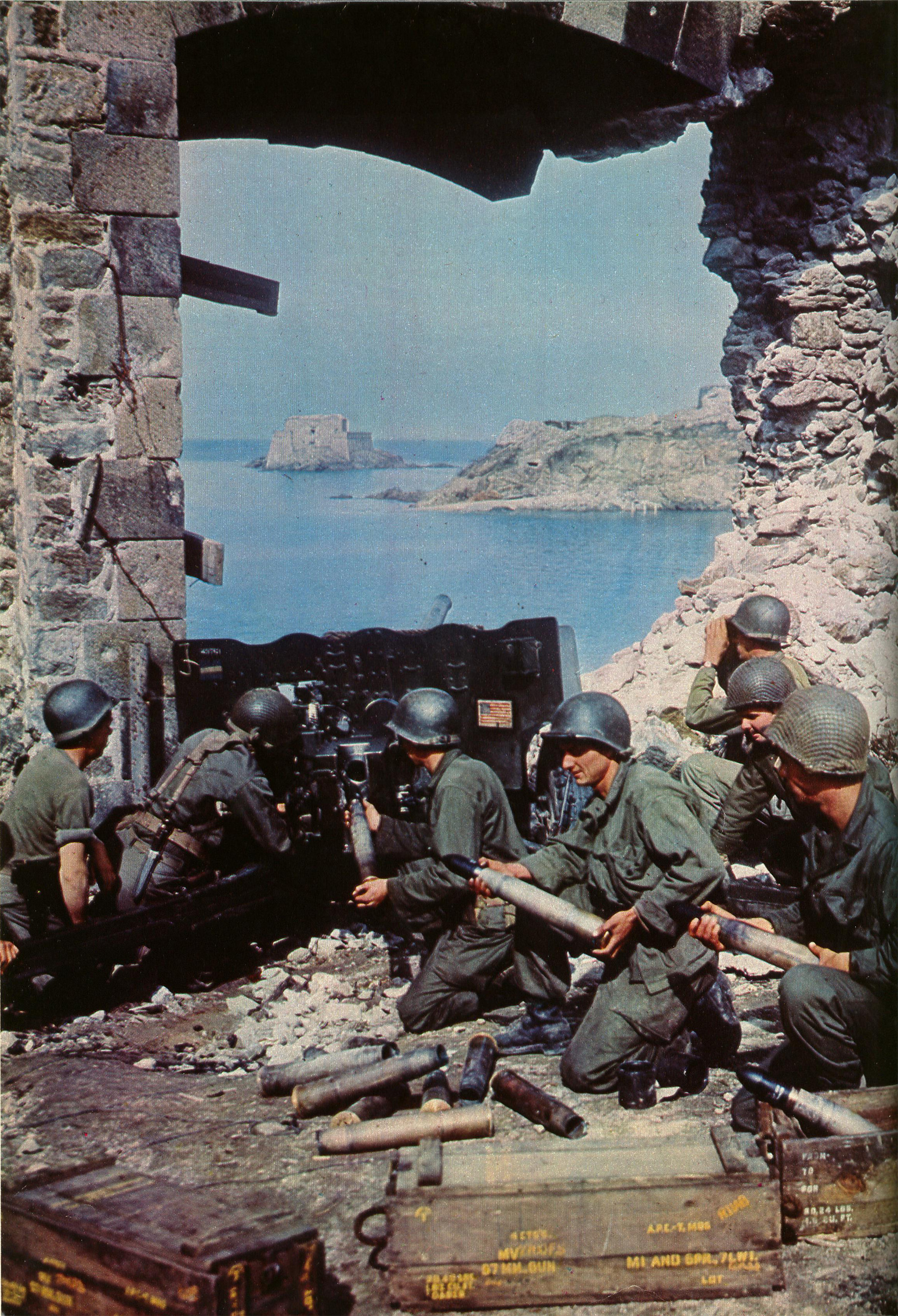
Un M1 tirant sur un blockhaus près de Saint-Malo (Bretagne)

Au printemps 1943, après l'expérience de la guerre du désert, l'infanterie de l'U.S. Army reconnut le besoin d'un canon anti-char plus lourd que le M3 37 mm. Selon sa Table of Organization and Equipment (TO&E) du 26 mai 1943, les compagnies anti-char de ses régiments devaient comporter 9 canon de 57 mm et chaque bataillon avait un peloton antichar de 3 canons, ce qui donnait un total de 18 canons par régiment. Ceux-ci étaient tractés par des camions Dodge WC-62 / WC-63 6x6. À la mi-1944 le M1 était devenu le canon anti-char standard de l'infanterie américaine sur le front de l'ouest et dépassait le M3 en Italie.
Comme cette utilisation n'avait pas été prévue, la seule munition disponible à la mi-1943 était l'obus anti-blindage standard (AP). Les obus à haut pouvoir explosif (HE) n'atteignirent le champ de bataille  qu'après la bataille de Normandie (les unités américaines purent parfois en obtenir en quantité limitée auprès de l'armée britannique) et les obus à balles ne furent disponibles qu'en petite quantité, ce qui limita l'efficacité du QF 6 pdr comme support d'infanterie.
Le commandement aérien avaient rejeté le M1 à l'été 1943, le déclarant impropre au transport aérien et son TO&E de février 1944 prévoyait que les divisions aéroportées étaient toujours équipées de leurs canons M3 37 mm. Néanmoins, la 82e et la 101e division aéroportée furent rééquipées de QF 6 pdr Mk III (24 par bataillon AA, et 9 dans le régiment d'infanterie de planeur) pour le débarquement de Normandie. Ils furent ensuite officiellement introduits dans le TO&E en décembre 1944. Selon la nouvelle organisation, chaque division recevait 50 exemplaires : 8 dans l'artillerie, 24 dans le bataillon AA, et 18 dans le régiment d'infanterie de planeur ; les régiments de parachutistes n'avaient pas de canon anti-char. Les canons britanniques étaient simplement appelés 57 mm guns.
Le M1 fut retiré du service aux États-Unis peu après la fin de la guerre.

### Autres utilisateurs
Dans le cadre du programme Lend-Lease, le M1 fut aussi fourni aux Forces françaises libres (653 ex.), à l'Armée rouge (400) et au Brésil (57).
Israël utilisa le QF 6 pdr dans les années 1950. Fin 1955, il possédait 157 unités, auxquelles s'ajoutèrent 100 autres achetées en 1956 aux Pays-Bas, trop tard pour servir lors de la crise de Suez. Certains d'entre eux sont décrits comme des « canons de 57 mm, presque identiques au 6 pounders et tirant la même munition », donc apparemment des M1 fabriqués aux États-Unis.
Le QF 6 pdr fut aussi utilisé par l'armée pakistanaise ; on peut encore en voir de nombreux exemplaires à l'entrée des bases militaires de ce pays.

## Usage actuel
Le M1 est populaire auprès des collectionneurs d'artillerie, car il est relativement facile d'obtenir des projectiles.
Il serait encore en usage dans les armées de quelques pays d'Amérique du Sud.

## Variantes
- Mk I : version de préproduction avec canon de 2,82 m.
- Mk II : première version produite en masse. Canon ramené à 2,45 m, par manque de machine-outils adéquates - schéma.
- Mk III : version du Mk II pour chars de combat.
- Mk IV : canon de 2,82 m, frein de bouche - exemplaire en action en Normandie.
- Mk V : version du Mk IV pour char.
- Molins Class M : QF 6 pdr avec chargeur automatique de la Molins company (un fabricant de distributeurs de cigarettes). Il fut monté sur des torpilleurs de la Royal Navy, ainsi que sur quelques destroyers d'escorte de classe V et W (deux en monture parallèle) et sur des Mosquitos de la Royal Air Force, qui étaient alors surnommés les "mouches tsétsé".
- M1 57 mm : version américaine basée sur le Mk II, avec le canon long du Mk I - M1 de la 44e division d'infanterie, en France, 1944 - M1 dans une rue de Rimschweiler, Allemagne.

Affûts britanniques :
- Mk 1
- Mk 1A : axe et roues différentes
- Mk 2 : plus simple
- Mk 3 : modifié pour les troupes aéroportées américaines

Affûts américains :
- M1
- M1A1 : roues et pneus américains
- M1A2 (1942) : mécanisme de pointage latéral amélioré
- M1A3 (1943) : crochet de transport modifié ; première version adoptée par l'armée américaine
- M2 (1944) : caster wheel added to the right trail, relocated trail handles, new utility box
- M2A1 (1945) : mécanisme de hausse amélioré

## Usages automoteurs

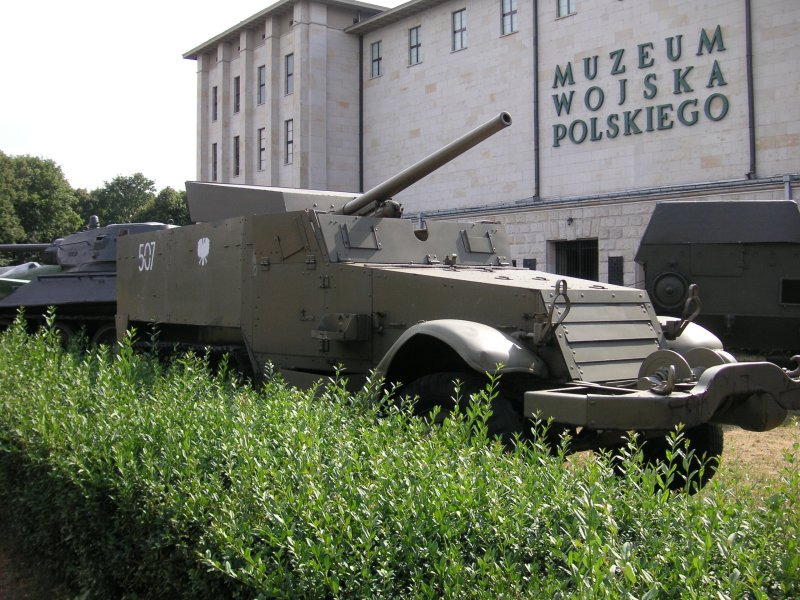
Un T48 devant le Musée de la police à Varsovie.

Le QF 6 pdr fut monté sur les chars britanniques Crusader III, Cavalier, Centaur I et II, Cromwell I à III, Valentine VIII à X, Churchill III et IV et AEC armoured car (en),, ainsi que sur le char canadien Ram Mk II et le char léger américain expérimental T7E2.
Les canons automoteurs Deacon et Alecto Mk II (expérimental) étaient équipés du QF 6 pdr, tout comme un autre véhicule expérimental, un chasseur de chars Firefly, basé sur la voiture de reconnaissance Morris.
Le seul porteur du M1 produit en masse fut le T48, une autochenille basée sur le Halftrack M3 (et aussi connu sous son nom soviétique SU-57). La production de l'automitrailleuse T18 Boarhound fut arrêtée après le 30e exemplaire. Un projet de chasseur de chars armé du M1, le T49, fut abandonné après la construction d'un seul prototype - photo du T49. De même, le T44 sur roue, basé sur un châssis Ford 4x4  0,75 tonne fut abandonné après quelques essais.

## Munitions
| Munitions disponibles                             |                          |           |               |                                  |                                  |
| Type                                              | Modèle                   | Poids, kg | Charge        | Vitesse en m/s (canon de 2,45 m) | Vitesse en m/s (canon de 2,82 m) |
| Munitions britanniques                            |                          |           |               |                                  |                                  |
| Anti-blindage - AP                                | Shot, AP, Mks 1 à 7      | 2,86      | -             | 853                              | 892                              |
| APC (à partir de septembre 1942)                  | Shot, APC, Mk 8T         | 2,86      | -             | 846                              | 884                              |
| APCBC (à partir de janvier 1943)                  | Shot, APCBC, Mk 9T       | 3,23      | -             | 792                              | 831                              |
| APCR (à partir d'octobre 1943)                    | Shot, APCR, Mk 1T        | 1,90      | -             |                                  | 1 082                            |
| APDS (à partir de mars 1944)                      | Shot, APDS, Mk 1T        | 1,42      | -             |                                  | 1 219                            |
| haut pouvoir explosif - HE                        | Shell, HE, Mk 10T        | approx. 3 |               |                                  | 820                              |
| Munitions américaines                             |                          |           |               |                                  |                                  |
| AP                                                | AP Shot M70              | 2,85      | -             |                                  | 853                              |
| APCBC/HE                                          | APC Shot M86             | 3,30      | Dunnite, 34 g |                                  | 823                              |
| HE (autorisé en mars 1944)                        | HE Shell T18 / M303      |           |               |                                  |                                  |
| obus à balles (produits à partir de janvier 1945) | Canister Shot T17 / M305 |           |               |                                  |                                  |